# HD231427
HD231427 — подвійна зоря. 
Дана подвійна система має видиму зоряну величину в смузі V приблизно 9,8.

## Подвійна зоря
Головна зоря цієї системи належить до хімічно пекулярних зір й має спектральний клас A8.
В той же час спектральний клас іншої компоненти залишається  ще не визначеним.

## Пекулярний хімічний склад
Зоряна атмосфера HD231427 має підвищений вміст 
Cr
.